# Джон Нанс
Джон Нанс (на английски: John J. Nance) е американски пилот, авиационен консултант и писател на бестселъри в жанра трилър, и автор на документалистика.

## Биография и творчество
Джон Нанс е роден на 5 юли 1946 г. в Далас, Тексас, САЩ, където израства. Син е на Джоузеф Търнър, адвокат, и на Маргрет, английски професор и поет.
Завършва през 1968 г. Южния методистки университет с бакалавърска степен по изкуствата и неговия юридически факултет през 1969 г. с магистърска степен по право. От 1969 г. до 1970 г. е лицензиран адвокат на частна практика в щата Тексас.
На 26 юли 1968 г. се жени за Бенита Прийст, училищен специалист. Имат три деца – Даун Майкъл, Бриджит Катлийн, Кристофър Шон.
Нанс преминава обучение като пилот, което завършва с отличие през 1971 г. Служи в Военновъздушните сили на САЩ по време на Виетнамската война, и участва в операция „Пустинна буря / Пустинен щит“ в Ирак, след което остава като подполковник с резерва на ВВС. Работи към частни авиокомпании и в образователни програми във ВВС за човешкия фактор при безопасността на полетите.
Той е пилотирал много реактивни самолети, включително Боинг 727, 737, 747, и ВВС C-141. Има регистрирани над 13000 часа полетно време в търговска авиокомпания и кариера си във ВВС. Джон е основател и член на борда на изпълнителния комитет на Националната фондация за безопасност на полетите.
Работил е три години в радио WFAA в Далас, Тексас. От януари 1995 г. той работи към „ABC News“ като консултант. Участва в стотици радио- и телевизионни предавания., вкл. на Опра Уинфри и Лари Кинг на живо.
От 1990 г. пише техно трилъри и документалистика свързани с военните сили и авиацията. Много от произведенията му са бестселъри. Те са преведени на над 20 езика и са издадени в над 30 страни по света.
Два от неговите романи са адаптирани в телевизионни филми. През 1996 г. „Pandora's Clock“ с участието на Ричард Дийн Андерсън, и през 1997 г. „Medusa's Child“ с участието на Винсънт Спано. Той също участва като актьор във второстепенни роли.
Джон Нанс живее със семейството си в Такома, щат Вашингтон.

## Произведения

### Самостоятелни романи
- Final Approach (1990)
- Scorpion Strike (1992)
Ударът на Скорпиона, изд.: „Коала“, София (2003), прев. Веселин Лаптев
- Phoenix Rising (1994)
- Pandora's Clock (1995)
Часовникът на Пандора, изд.: „Обсидиан“, София (1995), прев. Андрей Андреев
- Medusa's Child (1997)
Проектът „Медуза“, изд.: „Коала“, София (2001), прев. Тинко Трифонов
- Headwind (2001)
Насрещен вятър, изд.: „Обсидиан“, София (2002), прев. Любомир Николов
- Turbulence (2002)
Полет 6, изд.: „Обсидиан“, София (2002), прев. Богдан Русев
- Skyhook (2003)
Операция „Скайхук“, изд.: „Коала“, София (2004), прев. Тинко Трифонов
- Fire Flight (2003)
- Saving Cascadia (2005)
- Orbit (2006)

### Серия „Кет Бронски“ (Kat Bronsky)
- The Last Hostage (1998)
Последният заложник, изд.: ИК „Бард“, София (1998), прев. Юлия Чернева
- Blackout (2000)
Терористи, изд. Световна библиотека, София, 2002, прев. Марина Бенева

### Документалистика
- Splash of Colors (1984)
- Blind Trust (1986)
- On Shaky Ground (1988)
- What Goes Up: The Global Assault on Our Atmosphere (1991)
- Golden Boy: The Harold Simmons Story (2003)
- Why Hospitals Should Fly: The Ultimate Flight Plan to Patient Safety and Quality Care (2008)
- Charting the Course: Launching Patient-Centric Healthcare (2012) – в съавторство с Катлийн М. Бартоломей

### Филмография
- 1996 Pandora's Clock – ТВ филм по романа, технически консултант, и като актьор в ролята на ръководител на военновъздушните сили
- 1997 Medusa's Child – ТВ филм по романа, и като актьор в ролята на д-р Енсен